# Közös Ország Mozgalom
A Közös Ország Mozgalom (KOM) egy civil szervezet, mely elsődleges célja a magyarországi választási rendszer megváltoztatása. A mozgalmat Gulyás Márton indította egy 2017-es tavaszi tüntetésen a Szabadság téren.[forrás?]

## Céljai

### A választási rendszer megváltoztatása
A tüntetésen meghirdetésre került a mozgalom első célja, az igazságtalan választási rendszer közös megváltoztatása. Indoklásuk szerint az aktuális körülmények között egy igazságos választási rendszer szükséges feltétele a fennálló és növekvő igazságtalanságok megszüntetésének, egy közös ország felépítésének. Azaz szerintük a választási rendszer mentén a népakarat megjelenése vezethet el oda, hogy a különböző szektorok problémái, mint például oktatás, egészségügy, média, igazságszolgáltatás, lakhatás, földpolitika, stb. ténylegesen megoldhatóak lesznek. 
Ennek megfelelően 2017. őszén nyolc ellenzéki párt közös javaslatot írt alá egy új választásirendszer-javaslatról. A javaslatot kodifikálták és törvényjavaslat formájában a Parlament munkájában részt vevő öt párt képviselői által az Országgyűlés elé terjesztették, melyet a kormány elutasított.[forrás?]

### A koordinált jelöltállítás a 2018-as választáson
A mozgalom meghirdette a "A többség ereje" kampányt, mellyel a 2018-as országgyűlési választáson az ellenzéki koordinációt igyekeznek elősegíteni. Ennek keretében a mozgalom 2018-ban közadakozásból közvélemény-kutatást szervezett több, mint 20 országgyűlési egyéni választókerületben, amelynek célja az ellenzéki pártok együttműködésének katalizálása és a választók informálása volt a legintegratívabb ellenzéki jelöltek felmutatásával. A kampány során bizonyos választókörzetekben képviselőjelölti vitafórumokat szerveztek, hogy a választópolgárok személyesen is megismerkedhessenek az ellenzéki pártok jelöltjeivel és programjával.[forrás?]